# Hannelore Poissonnier
Hannelore Poissonnier (1981) is een Belgische voormalige atlete, die gespecialiseerd was in het hamerslingeren. Zij veroverde één Belgische titel.

## Biografie
Poissonnier werd in 2000 Belgisch kampioene hamerslingeren. Ze was aangesloten bij Racing Club Gent.

## Belgische kampioenschappen
| Onderdeel      | Jaar |
| -------------- | ---- |
| hamerslingeren | 2000 |

## Persoonlijk record
| Onderdeel      | Prestatie | Datum        | Plaats |
| -------------- | --------- | ------------ | ------ |
| hamerslingeren | 49,47 m   | 28 juli 2000 | Melle  |

## Palmares
hamerslingeren
- 2000:  BK AC – 49,47 m
- 2001:  BK AC – 46,72 m